# Плинер, Виктор Львович
Виктор Львович Плинер (14 мая 1915, Вильно — 19 февраля 1999, Москва) — советский и российский цирковой артист, акробат, режиссёр, педагог, народный артист России (1994).

## Биография
Виктор Львович Плинер родился 14 мая 1915 года в Вильно. В 1930 году окончил Техникум циркового искусства (ТЦИ).
После окончания училища вступил в группу «Икарийские игры» п/р А. Н. Александрова.
В 1937—1965 годах был руководителем и участником группы «Икарийские игры», в которой в 1948 году начала цирковую деятельность юная Ирина Шестуа, работали Обручешниковы, Л. Пересторонин, Л. Светлорусов. С 1960 года исполнял вместе с И. Майковым уникальный трюк: пируэт-сальто с приходом на одну ступню. В 1956 году его коллектив получил золотую медаль 1-го Международного фестиваля циркового искусства в Варшаве.
В 1965—1967 годах преподавал в ГУЦЭИ, выпустил номер «Акробаты на столах» (рук. номера Н. Ерёмин).
С 1968 года был режиссёром Московского цирка на Цветном бульваре. Режиссёр и автор сценариев более 30 цирковых номеров.
Умер 19 февраля 1999 года, похоронен на Химкинском кладбище.

### Семья
- Жена — артистка цирка Александра Николаевна Курбатова (1919—2005), работала вместе с мужем в номере «Икарийские игры».

## Награды и премии
- Лауреат 1-го Международного фестиваля циркового искусства в Варшаве (1956).
- Заслуженный деятель искусств РСФСР (9 апрель 1976)[2].
- Лауреат 1-го Всесоюзного конкурса на лучшие цирковые номера и аттракционы (1985).
- Орден Дружбы народов (22 августа 1986).
- Народный артист Российской Федерации (1 декабря 1994) — за большие заслуги в области искусства[3].